# 民族叙事詩

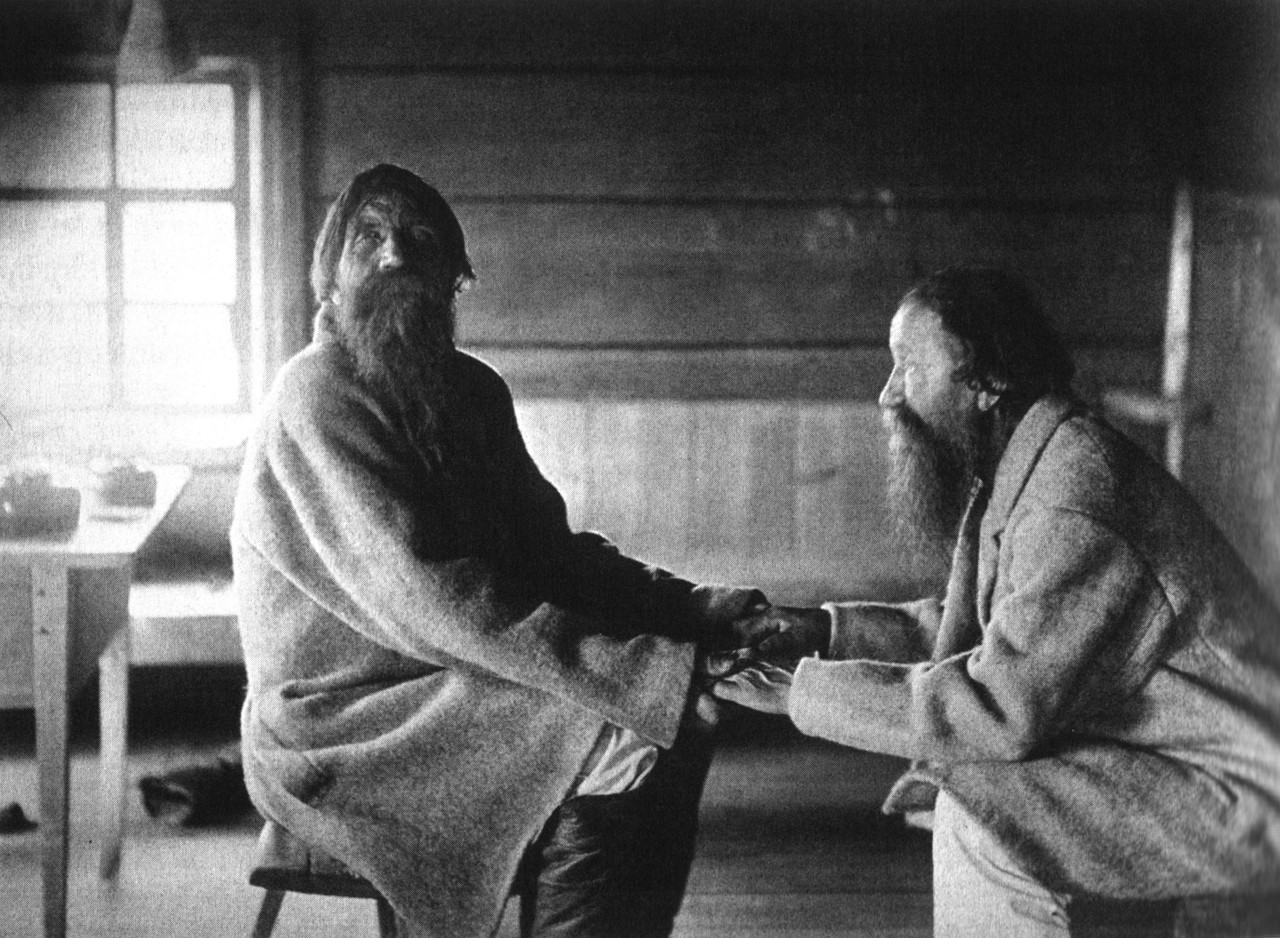
伝統的なフィンランドの民族詩を朗読するカレリアの詩を歌うPoavilaとTriihvo Jamanen兄弟、ロシア、1894年

民族叙事詩（みんぞくじょじし、または国民叙事詩、英語: National epic）とは、特定の民族の本質・精神を表現することを目指した、あるいは表現したと信じられている叙事詩、あるいはそれに類似した作品のこと。民族叙事詩は民族（国民）の起源を、その歴史の一部として、あるいは他のナショナル・シンボルなどのような民族（国民）的アイデンティティの発展の中での出来事として物語ることが多い。広義では、民族叙事詩は単純にその民族（国民）の人物・政府が特に誇りに思う国語で書かれた叙事詩を指す。

## 歴史
トロイアの滅亡に始まり、ローマ国家の誕生までを描いたウェルギリウス作『アエネイス』はホメーロス作『イーリアス』のローマ版と見なされている。一般の歴史概念によると、帝国は過去と現在の間に存在する有機的な連続と対応の中で生まれ死ぬ。王がアレクサンドロス3世（アレクサンダー大王）やガイウス・ユリウス・カエサル（ジュリアス・シーザー）といった過去の偉大な指導者と肩を並べたいと望む時、詩人たちは新しいホメーロス、ウェルギリウスになりたいと望む。16世紀、ポルトガルの詩人ルイス・デ・カモンイスが『ウズ・ルジアダス』の中で自国の海軍力を賛美すれば、フランスの詩人ピエール・ド・ロンサールは自国民の祖をトロイアの王子たちまで遡る、『アエネイス』のゴール人版『フランシアード』の執筆に取りかかった。
しかし、民族（国民）的なエートスの出現は、ナショナル・ロマンティシズムから生まれたとおぼしき「民族叙事詩」という語の誕生に先行する。明らかな民族叙事詩がまだ現れていない時、ロマン主義精神はそれを作らねばという意欲を起こさせる。民族（国民）的神話の中の溝を埋めることを創案した初期の詩には、ジェイムズ・マクファーソンの叙事詩サイクルのオシアン詩集がある。オシアンはこの詩の語り手であり想像上の作家で、マクファーソンはこの詩をスコットランド・ゲール語の古文書から翻訳したと主張した。もっとも、マクファーソンのオシアンを含む多くの民族叙事詩は19世紀のロマン主義に先立つものである。
20世紀初頭、「民族叙事詩」という語はもはや必ずしも叙事詩に対して使われるものではなくなった。民族（国民）の歴史的背景のディテールを必ずしも持たなくとも、読者ならびに批評家が民族（国民）文学の象徴であると認める文学作品を表すものとなった。その文脈において、民族叙事詩という語は疑いもなく建設的な含意を持つ。たとえば、ジェームズ・ジョイスは『ユリシーズ』の中で、『ドン・キホーテ』はスペインの民族叙事詩だが、アイルランドではまだ民族叙事詩は書かれていないということをほのめかした。

## 民族叙事詩の例

### アフリカ
- エジプト（古代）
  - シヌヘ物語（Story of Sinuhe）
- マリ共和国
  - スンジャータ叙事詩 - スンジャータ・ケイタ（Sundiata Keita）の叙事詩。

### アメリカ
- アルゼンチン
  - マルティン・フィエロ（英語版）（Martín Fierro）- ホセ・エルナンデス作。
- チリ
  - ラ・アラウカーナ（La Araucana - アロンソ・デ・エルシーリャ（Alonso de Ercilla y Zúñiga）作。

### アジア
- アルメニア/ 9世紀の大アルメニア 

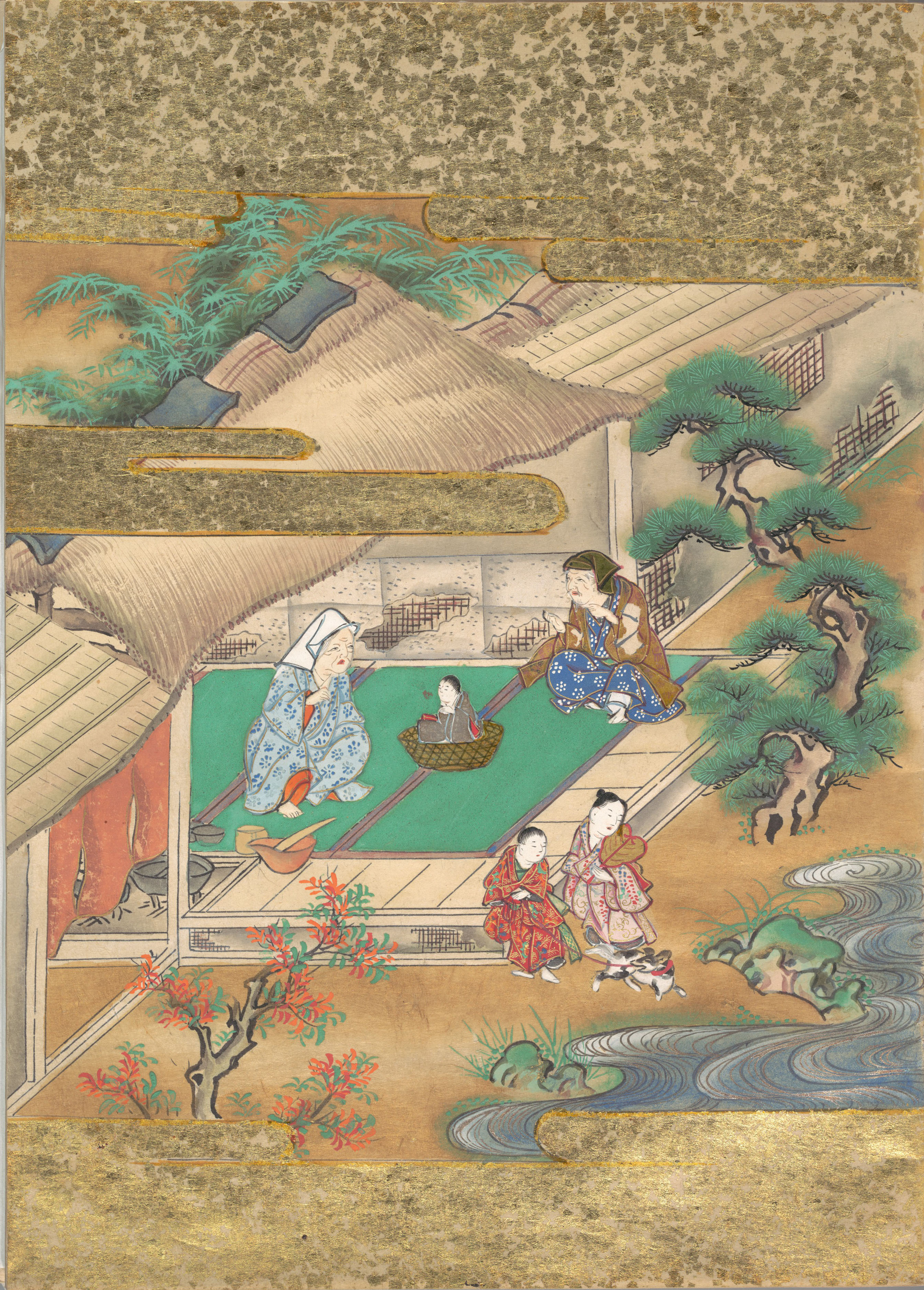
日本・竹取物語は『かぐや姫』としても知られる。

  - サスナ・ツレル（Sasna Dzrer） - サスンのダヴィト（David of Sasun）が主人公。
- インド亜大陸
  - マハーバーラタ
  - ラーマーヤナ
- インドネシア
  - カカウィン・ラーマーヤナ（Kakawin Rāmâyaṇa）
  - Ramakavaca（ラーマーヤナ）
- イラク
  - ギルガメシュ叙事詩
- イランおよびアフガニスタン、パキスタン、タジキスタン
  - シャー・ナーメ
- カンボジア
  - リアムケー（Reamker） - 『ラーマーヤナ』に基づく。
- キプチャク（タタールスタン共和国など）
  - チョラ・バトゥル（Chora Batir）
- キルギス
  - マナス
- タイ王国
  - ラーマキエン（Ramakien） - 『ラーマーヤナ』から派生。
- チベット
  - ケサル叙事詩（Epic of King Gesar）
- 日本
  - 竹取物語
  - 平家物語
- フィリピン
  - Maradia Lawana（ラーマーヤナ）
  - フロランテとラウラ（Florante at Laura） - フランシスコ・バラグタス（Francisco Balagtas）作。
  - ラム＝アン（Biag ni Lam-ang） - イロカノ語。
  - Indarapatra at Sulayman
- ベトナム
  - アウラック神話（Âu Lạc）
  - 金雲翹
  - 陸雲仙（Luc Van Tien） - グエン・ディン・チェウ（Nguyen Dinh Chieu）作。
- マレーシア
  - ハン・トゥア物語（Hikayat Hang Tuah）
  - ムラユ年代記（マレー年代記、Malay Annals）
  - ヒカヤット・スリ・ラーマ（Hikayat Seri Rama） - 『ラーマーヤナ』のマレー語版。
- ミャンマー
  - Yama Zatdaw - 『ラーマーヤナ』のビルマ語版。
- オイラト族（カルムイク人(oyirad族)
  - ジャンガル叙事詩（Epic of Jangar）
- ラオス
  - Phra Lak Phra Lam - 『ラーマーヤナ』のラーオ語版。

### ヨーロッパ
- アイルランド
  - クーリーの牛争い
- アルバニア
  - Lahuta e Malcís - ジェルジ・フィシュタ（Gjergj Fishta）作。
- イタリア
  - 神曲 - ダンテ・アリギエーリ作。
- イングランド
  - ベーオウルフ
- エストニア
  - カレヴィポエク（Kalevipoeg） - フリードリヒ・レインホルト・クロイツヴァルト作。
- カタルーニャ
  - カニグー（Canigó） - ジャシント・ベルダゲー（Jacint Verdaguer）作。
- ギリシャ（古代）
  - イーリアス - ホメーロス作。
  - オデュッセイア - ホメーロス作。
- ギリシャ （東ローマ帝国）
  - ディゲニス・アクリタス（Digenis Acritas）
- グルジア
  - 豹皮の騎士 - ショタ・ルスタヴェリ作。
- クロアチア
  - Smrt Smail age Čengića -イワン・マズラニク（Ivan Mažuranić）作。
- 古代ローマ
  - アエネイス - ウェルギリウス作。
- スカンディナヴィア/アイスランド
  - 古エッダ
- スコットランド
  - The Brus - ジョン・バーバー（John Barbour）作。
  - オシアン詩集 - ジェイムズ・マクファーソン作。
- スペイン
  - わがシッドの歌
- ソルブ人
  - Nawozenja - Jakub Bart-Ćišinski作。
- ドイツ
  - ニーベルンゲンの歌
- ハンガリー
  - シゲトの危難（Szigeti veszedelem） - ズリーニ・ミクローシュ（Miklós Zrínyi）作。
- フィンランド
  - カレワラ
- フランス
  - ローランの歌
- オセット
  - ナルト叙事詩
- ポーランド
  - パン・タデウシュ（Pan Tadeusz） - アダム・ミツキェヴィチ作。
- ポルトガル
  - ウズ・ルジアダス（Os Lusíadas） - ルイス・デ・カモンイス作[2]。
- ラトビア
  - ラーチュプレーシス（Lāčplēsis） - Andrejs Pumpurs作。
- リトアニア
  - 四季（Metai） - クリスティヨナス・ドネライティス（Kristijonas Donelaitis）作。
- ルクセンブルク
  - Rénert the Fox - Michel Rodange作。

## 散文叙事詩

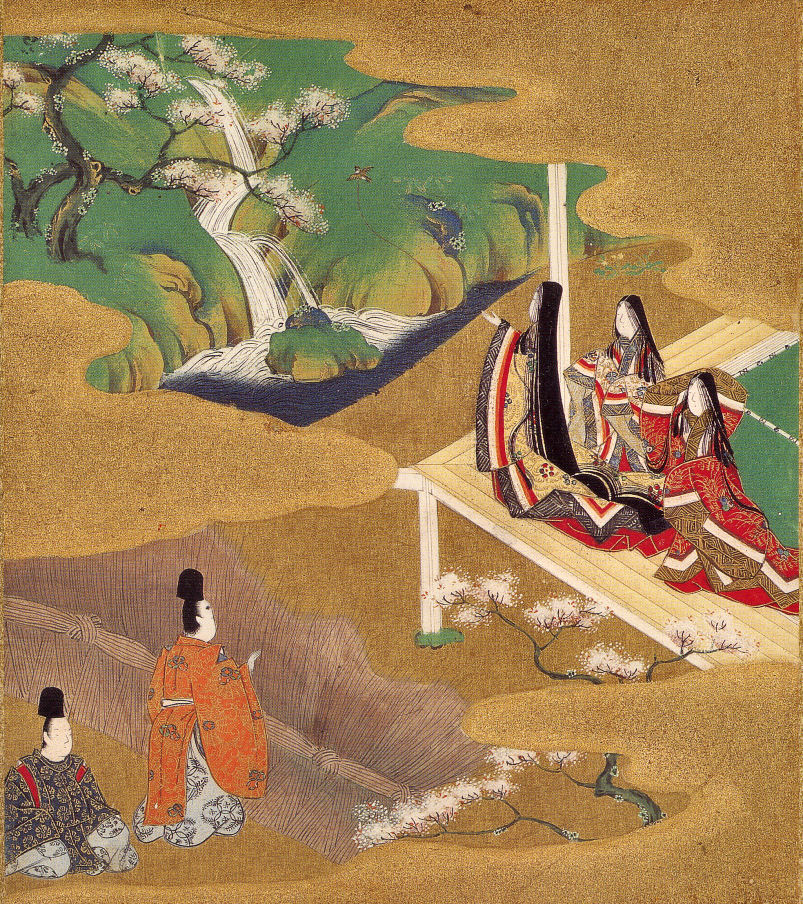
日本・源氏物語

厳密には叙事詩ではないが、散文作品の中にも、民族（国民）意識のうえで重要な位置を占める作品がある。
- アイスランド
  - スノッリのエッダ - スノッリ・ストゥルルソン作。
- アメリカ合衆国
  - 怒りの葡萄 - ジョン・スタインベック作。
  - ハックルベリー・フィンの冒険 - マーク・トウェイン作。
  - アラバマ物語（To Kill a Mockingbird） - ハーパー・リー作。
- イギリス
  - ブリタニア列王史 - ジェフリー・オブ・モンマス作。
- イスラエル
  - タナハ (旧約聖書）
- ウェールズ
  - マビノギオン
- エチオピア
  - ケブラ・ネガスト（Kebra Nagast）
- スウェーデン
  - 移民（The Emigrant Cycle） - ヴィルヘルム・ムーベリ（Vilhelm Moberg）作。
- スペイン
  - ドン・キホーテ - ミゲル・デ・セルバンテス作。
- 中国
  - 封神演義
  - 三国志演義
  - 水滸伝
- 朝鮮
  - 三国遺事
- テュルク
  - アルパムス（Alpamysh） - 中央アジア全域。
  - デデ・コルクトの書（Book of Dede Korkut） - オグズ族（Oghuz）、アゼルバイジャン、トルコ、トルクメニスタン、イラクのトルコマン人 Iraqi Turkmen、中央アジア、その他のテュルク民族）。
  - オグズ・ナーメ (Oghuz-nameh) - オグズ族、アゼルバイジャン、トルコ、トルクメニスタン、イラクのトルコマン人。
  - エルゲネコン伝説（Ergenekon legend） - トルコ。
  - キョロール叙事詩（Epic of Köroğlu） - アゼルバイジャン、トルコ。
  - クタドゥグ・ ビリグ（Kutadgu Bilig） - 中央アジア、ウイグル人、その他のテュルク民族。
- 日本
  - 古事記
  - 日本書紀
  - 源氏物語
- フィリピン
  - マラグタス（Maragtas） - ペドロ・アルカンタラ・モンテクラロ（Pedro Alcantara Monteclaro）作。
  - ノリ・メ・タンヘレ（Noli me tangere） - ホセ・リサール作。
  - エル・フィリブステリスモ（El Filibusterismo） - ホセ・リサール作。
  - Mga Ibong Mandaragit - アマド・V・ヘルナンデス（Amado V. Hernández）作。
- フィンランド - フィンランディア　ジャン・シベリウス作の交響詩にヴェイッコ・アンテロ・コスケンニエミが詩をつける。
- フランス
  - レ・ミゼラブル - ヴィクトル・ユーゴー作。
- フランドル
  - フランデレンの獅子（De Leeuw van Vlaanderen） - ヘンドリク・コンシャンス（Hendrik Conscience）作。
- ポーランド
  - Stara Baśń - ユゼフ・イグナツィ・クラシェフスキ（英語版）作。
  - Trylogia - ヘンリク・シェンキェヴィチ作。
  - 農民（Chłopi） - ヴワディスワフ・レイモント作。
- マヤ文明
  - ポポル・ヴフ
- モンゴル国

  - 元朝秘史
- リトアニア
  - アニイクシュチェイの松林（Anykščių šilelis） - アンタナス・バラナウスカス（Antanas Baranauskas）作。
- ロシア
  - イーゴリ軍記（Slovo o polku Igoreve）
  - ザドンシチナ（Zadonshchina）
  - 戦争と平和 - レフ・トルストイ作。